# Duplaspidiotus claviger
Duplaspidiotus claviger är en insektsart som först beskrevs av Cockerell 1901.  Duplaspidiotus claviger ingår i släktet Duplaspidiotus och familjen pansarsköldlöss. Inga underarter finns listade i Catalogue of Life.